# Arthur J. Collins
Arthur John Collins (* 1931) ist ein britischer Diplomat.

## Leben
Collins war von 1978 bis 1981 Botschaftsrat an der Gesandtschaft Vereinigten Königreichs bei der OECD. 
Dann war er von 1982 bis 1986 Hochkommissar in Papua-Neuguinea.
Ausgezeichnet wurde er mit der Ernennung zum Officer des Order of the British Empire.